# 山崎憲治
山崎 憲治（やまざき けんじ、1947年4月28日 - ）は日本の教育者、地理学者、博士（地理学）。岩手大学教授。専門は人文地理学、自然災害科学、環境技術・環境材料。

## 略歴
1947年に愛知県で生まれる。芝高等学校を経て、1972年に明治大学文学部卒業後、1974年に明治大学大学院文学研究科地理学専攻を修了する。その後、神奈川県および東京都の教員となり、東京都立大学附属高等学校、東京都立富士高等学校などへ勤める。2005年より岩手大学大学教育総合センター教授を務める。この間、桜美林大学非常勤講師などを歴任する。

## 人物
東京都立大学附属高等学校が、1980年代より公式に東京都立大学 (1949-2011)と検討していた中高一貫制への改革を積極的に提言した一人であると言われている。また、めぐろシティカレッジにおいて「目黒学」を講じ、地域研究に取り組んだ。同高校在職中の1997年に論文『戦後日本における水害の地域性に関する研究』を明治大学に提出し、博士（地理学）を取得している。研究活動では経済地理学会、日本地理学会、人文地理学会、水資源環境学会、アメリカ地理学会の会員であり、国土利用と水害や過疎地域の社会経済構造の研究などに取り組んでいる。

## 受賞
- 1994年：駿台史学会奨励選賞

## 著書
- 『都市型水害と過疎地の水害』（単著、築地書館、1994年）
- 『国土の変容と地域社会』（石井素介・長岡顕・原田敏治編、大明堂、1996年）
- 『地域に学ぶ―身近な地域から「目黒学」を創る（めぐろシティカレッジ叢書3）』（編著、二宮書店、2003年）
- 『目黒・みどりへの誘い―地域をつくり地域を育む（めぐろシティカレッジ叢書10）』（編著、進士五十八、二宮書店、2008年）
- 『Local Environmental Movemennt』（共著、山崎友子ほか、The University Press of Kentucky、2008年）
- 『持続可能な社会をつくる実践学―岩手大学からの発信』（編著、中村哲雄、岩手日報社、2010年）